# Нікола Каччіа
Нікола Каччіа (італ. Nicola Caccia; нар. 10 квітня 1970, Кастелло-ді-Чистерна, Італія) — колишній італійський футболіст, що грав на позиції нападника. По завершенні ігрової кар'єри — тренер. З 2016 року входить до тренерського штабу клубу «Мілан».

## Ігрова кар'єра
Вихованець футбольної школи клубу «Емполі». Дорослу футбольну кар'єру розпочав 1987 року в основній команді того ж клубу, в якій провів чотири сезони, взявши участь у 73 матчах чемпіонату.
Згодом з 1991 по 2003 рік грав у складі команд клубів «Барі», «Модена», «Анкона», «П'яченца», «Наполі», «Аталанта», «П'яченца» та «Комо».
2003 року перейшов до клубу «Дженоа», за який відіграв три сезони. Більшість часу, проведеного у складі «Дженоа», був основним гравцем атакувальної ланки команди. Завершив професійну кар'єру футболіста виступами за команду «Дженоа» у 2006 році.

## Кар'єра тренера
Розпочав тренерську кар'єру відразу ж по завершенні кар'єри гравця, 2006 року, очоливши тренерський штаб клубу «Б'єллезе», де пропрацював з 2006 по 2006 рік.
В подальшому очолював команду клубу «Санджованезе», а також входив до тренерських штабів клубів «Ліворно», «Фіорентина» та «Сампдорія».
З 2016 року входить до тренерського штабу клубу «Мілан».

## Досягнення
- Найкращий бомбардир кубка Італії:

1999–2000 (6)